# Klotalg
Klotalg eller getraggsalg (Aegagropila linnaei) är en art av alg. Den är en liten trådformig grönalg som förekommer i ett antal insjöar på norra halvklotet.

## Utseende
Algen har styva grenar som bildar små korta tofsar. Det förekommer också en lösliggande form av getraggsalg som bildar grågröna bollar och som kan bli flera centimeter i diameter. Denna form är mycket karakteristisk och lätt att känna igen, med stora gröna klot med en sammetsartad yta. Kolonier av sådana klot är kända från länder som Japan (exempelvis i Akansjön), Island, Skottland, Ryssland och Estland. Arten har dock på senare år blivit alltmer ovanlig.
Getraggsalgbildar en mörkgrön kortvuxen matta på stenar eller lösliggande klot som rullar runt på sandiga eller lösa sedimentbottnar.
Dom får sin runda form när strömmar rullar runt dom mot sjöbotten.

## Levnadssätt
Getraggsalg är en sötvattenart och den finns ofta att köpa i akvariebutiker. Den är vanlig från Upplandskusten och norrut till Bottenviken, samt i sötvattenpåverkade vikar. Den växter från grunt vatten ner till ca 8 meters djup.
Livscykeln är dåligt känd hos getraggsalgen men den tillväxer långsamt och bollarna blir flera år gamla.

## Olika namn
Ett alternativt vetenskapligt artnamn är Cladophora aegagropila ((L.) Rabenh.). På svenska har den även beskrivits under trivialnamnen sjöboll, mossboll och getraggsalg. Internationellt är det japanska namnet marimo väl spritt.